# 압두 트라오레
압둘라예 트라오레(프랑스어: Abdoulaye Traoré, 1988년 1월 17일 ~ )는 말리의 축구 선수로, 2018년 알나흐다와 말리 국가대표팀에서 미드필더로 활약했다.

## 구단 경력
바마코에서 태어난 트라오레는 CO 바마코에서 그의 경력을 시작했고, 그곳에서 그의 첫 프로 시즌을 말리 프리미에르 디비지옹에서 뛰었다. 말리 프리미에르 디비지옹에서 1년을 보낸 후, 그는 2006년 7월에 보르도와 계약을 맺었다. 그는 보르도의 리저브 팀에서 2년 동안 43경기에 출전하여 3골을 넣었고, 2008년 7월에 리그 1 팀으로 승격되었다.
2017년 5월, 트라오레는 보르도에서 11년을 보낸 2016-17 시즌을 끝으로 보르도를 떠날 것이라고 발표되었다. 보르도에서 그는 리그 1에서 91경기에 출전했고, 그 중 6경기만이 그의 마지막 시즌에 나왔다.

## 국가대표팀 경력
트라오레는 말리 청소년 국가대표팀의 일원으로 2009년 2월 11일 앙골라와의 경기에서 말리 국가대표팀 첫 경기를 치렀다.
그는 말리의 스티븐 케시 감독에 의해 공개된 2010년 아프리카 네이션스컵에 선발된 23명의 선수들 중 일부이다. 그는 국가대표팀에서 두 골을 넣었지만, 아프리카 네이션스컵의 8강 진출에 실패했다.

## 수상
보르도
- 리그 1: 2008–09[2]
- 쿠프 드 라 리그: 2008–09[3]
- 쿠프 드 프랑스: 2012–13[4]

말리
- 아프리카 네이션스컵 3위: 2012[5][6]